# Donald A. Prater
Donald Arthur Prater (n. Londres, 6 de enero de 1918 - f. Cambridge, 24 de agosto de 2001) fue un crítico literario, diplomático y escritor inglés.

## Biografía
Prater estudió Lengua y Literatura en la Universidad de Oxford de 1936 a 1939; después, combatió como soldado en la Segunda Guerra Mundial y, más tarde, entre 1946 y 1969, fue diplomático británico en Singapur (1946-1948), la República Federal de Alemania (1949-1952), Beirut (1955-1957), Viena (1957-1959) y Estocolmo (1965-1968). En 1947, en Singapur, leyó la edición inglesa de la autobiografía de Stefan Zweig, El mundo de ayer. La vida de Zweig le impresionó profundamente, y se sintió tan identificado con su cosmopolitismo que decidió escribir su biografía en los años 60. En 1972 se publicaba en Inglaterra European of Yesterday. A Biography of Stefan Zweig. En 1981, coincidiendo con el centenario del nacimiento de Zweig, una versión ampliada se publicó también en Alemania. Prater dedicó su vida a la biografía de Zweig, pero sus biografías de Rainer Maria Rilke (1986) y Thomas Mann (1995) también fueron aclamadas por la crítica como dignas representantes de la "noblen Tradition der Angelsachsen" ("noble tradición de los anglosajones", Der Spiegel). La Internationale-Stefan-Zweig-Gesellschaft de Salzburgo nombró a Prater Presidente Honorario.
Durante muchos años (hasta 1998) el Dr. Prater vivió con su mujer Patricia en Gingins, cerca de Ginebra, Suiza; en su vejez volvió a su tierra natal inglesa, donde murió.

## Obras
- European of Yesterday. A Biography of Stefan Zweig. Oxford: Oxford University Press, 1972.
- Stefan Zweig. Das Leben eines Ungeduldigen. Múnich y Viena: Carl Hanser Verlag, 1981. ISBN 3-7632-2801-2.
- Stefan Zweig - Leben und Werk im Bild. Hrsg. von Donald A. Prater und Volker Michels. Frankfurt am Main: Insel Taschenbuch, 1981. ISBN 3-458-32232-9. Neuausgabe: Frankfurt am Main: Insel Taschenbuch, 2006. ISBN 978-3-458-34913-6.
- Ein klingendes Glas: Das Leben des Rainer Maria Rilke. München & Wien: Carl Hanser Verlag, 1986. ISBN 3-446-13362-3.
- Stefan Zweig: Briefwechsel mit Hermann Bahr, Sigmund Freud, Rainer Maria Rilke und Arthur Schnitzler. Hrsg. von Jeffrey B. Berlín, Hans-Ulrich Lindken & Donald A. Prater. Frankfurt am Main: S. Fischer Verlag, 1987. ISBN 3-10-097081-0.
- Rainer Maria Rilke - Stefan Zweig: Briefe und Dokumente. Hrsg. von Donald A. Prater. Frankfurt am Main: Insel Verlag, 1987. ISBN 3-458-14290-8.
- Stefan Zweig und die Welt von gestern (Wiener Vorlesungen im Rathaus, Band 30; Vortrag am 20. Februar 1992). Wien: Picus Verlag, 1995. ISBN 3-85452-329-7.
- Thomas Mann: A life. Oxford: Oxford University Press, 1995. ISBN 0-19-8158610.
- Thomas Mann - Deutscher und Weltbürger. Eine Biographie. München & Wien: Carl Hanser Verlag, 1995. ISBN 3-446-15363-2.

Ensayos en libros o catálogos
- Stefan Zweig und die Neue Welt; in: "ZIRKULAR" (Sondernummer 2), hrsg. von der "Dokumentationsstelle für neuere österreichische Literatur"; Wien: Oktober 1981; S. 137-163.
- Ludwig Schwerin: Eine Freundschaft im Zeichen Stefan Zweigs; in: Alfred & Ludwig Schwerin: Die Jahresringe. Jugenderinnerungen, Briefwechsel, Biographie. Hrsg. von Helmut Brosch. Buchen: „Zwischen Neckar und Main 25“ - Schriftenreihe des Vereins Bezirksmuseum Buchen e.V., 1988; S. 180-185. ISBN 3-923699-13-1.
- "Geleitwort" für den Ausstellungskatalog "Stefan Zweig. Für ein Europa des Geistes"; hrsg. von Klemens Renoldner, Hildemar Holl & Peter Karlhuber. Salzburg: Institut für Kommunikationsplanung, 1992; S. 11/12. ISBN 3-85450-058-0.
- Stefan Zweig and the Vienna of Yesterday; in: Turn-of-the-Century Vienna and its Legacy (Essays in Honor of Donald G. Daviau); hrsg. von Jeffrey B. Berlín, Jorun B. Johns, Richard H. Lawson. New York / Wien: Edition Atelier, 1993. ISBN 3-9003-7984-X (Europe) 0-929497-74-0 (America); S. 317-336.
- Stefan Zweig: Europäer, Humanist, Jude; in: "Die Zeit gibt die Bilder, ich spreche nur die Worte dazu" - Stefan Zweig 1881-1942 (Ausstellungsbuch und -katalog); hrsg. von Sabine Kinder & Ellen Presser. München: Stadtbibliothek Am Gasteig, 1993; S. 18-23.

## Legado
La valiosa colección de primeras ediciones y material sobre Stefan Zweig de Prater se encuentra en el Stiftung-Salzburger-Literaturarchiv.

## Enlaces web
- Bibliografía relacionada con Donald A. Prater en el catálogo de la Biblioteca Nacional de Alemania.
- Stiftung-Salzburger-Literaturarchiv
- Internationale Stefan Zweig Gesellschaft, Salzburgo
- Colección de documentos sobre Stefan Zweig de Donald A. Prater

- Datos: Q568319